# Les Clefs
Les Clefs ist eine französische Gemeinde im Département Haute-Savoie in der Region Auvergne-Rhône-Alpes.

## Geographie
Les Clefs liegt auf 710 m über dem Meeresspiegel, südlich von Thônes, etwa 16 Kilometer ostsüdöstlich der Stadt Annecy (Luftlinie). Das Bergdorf erstreckt sich in den Bornes-Alpen am Ostfuß der Tournette, auf einem schmalen Geländevorsprung über der Mündung des Ruisseau de Chamfroid in den Fier.
Die Fläche des 18,47 km² großen Gemeindegebiets umfasst einen Abschnitt der Bornes-Alpen. Der Hauptteil des Gebietes wird vom Vallée de Manigod (vom Fier durchflossen) und vom Vallée du Chamfroid eingenommen. Das Vallée du Chamfroid erstreckt sich in Süd-Nord-Richtung und besitzt im oberen Bereich einen relativ breiten, flachen Talboden. Die Talhänge sind durch mehrere Erosionsrinnen untergliedert. Im Nordosten reicht das Gemeindeareal auf die Höhe des Bois du Mont, im Südosten bis auf die Bergweiden der Montagne de Sulens (1839 m). Im Westen wird das Vallée du Chamfroid vom Massiv der Tournette flankiert, zu dem der Hauptgipfel La Tournette (mit 2351 m die höchste Erhebung von Les Clefs) und die Nebengipfel L’Aiguille (1847 m) und Rocher de Belchamp (1857 m) gehören.
Zu Les Clefs gehören neben dem eigentlichen Ortskern auch verschiedene Weilersiedlungen und Gehöfte, darunter: 
- Montisbrand (830 m) auf einer Geländeterrasse am westlichen Talhang oberhalb von Les Clefs
- Belchamp (750 m) im Vallée du Chamfroid
- Le Cropt (778 m) in einer Talweitung des Vallée du Chamfroid

Nachbargemeinden von Les Clefs sind Thônes im Norden, Manigod im Osten, Serraval im Süden sowie Talloires-Montmin im Westen.

## Geschichte
Les Clefs bildete im 12. Jahrhundert eine eigene kleine Herrschaft.

## Bevölkerung
| Jahr                       | 1962 | 1968 | 1975 | 1982 | 1990 | 1999 | 2006 | 2012 | 2020 |
| Einwohner                  | 343  | 354  | 304  | 348  | 367  | 472  | 560  | 596  | 684  |
| Quellen: Cassini und INSEE |      |      |      |      |      |      |      |      |      |

Mit 704 Einwohnern (Stand 1. Januar 2022) gehört Les Clefs zu den kleinen Gemeinden des Départements Haute-Savoie. Im Verlauf des 19. und 20. Jahrhunderts nahm die Einwohnerzahl aufgrund starker Abwanderung kontinuierlich ab (1861 wurden in Les Clefs noch 636 Einwohner gezählt). Seit Mitte der 1980er Jahre wurde jedoch wieder eine deutliche Bevölkerungszunahme verzeichnet.

## Sehenswürdigkeiten
Die Kirche Saint-Nicolas im sardischen Baustil stammt aus dem 19. Jahrhundert. In verschiedenen Weilern gibt es Kapellen; besonders erwähnenswert ist die Kapelle von Le Cropt, die im 17. Jahrhundert errichtet wurde.

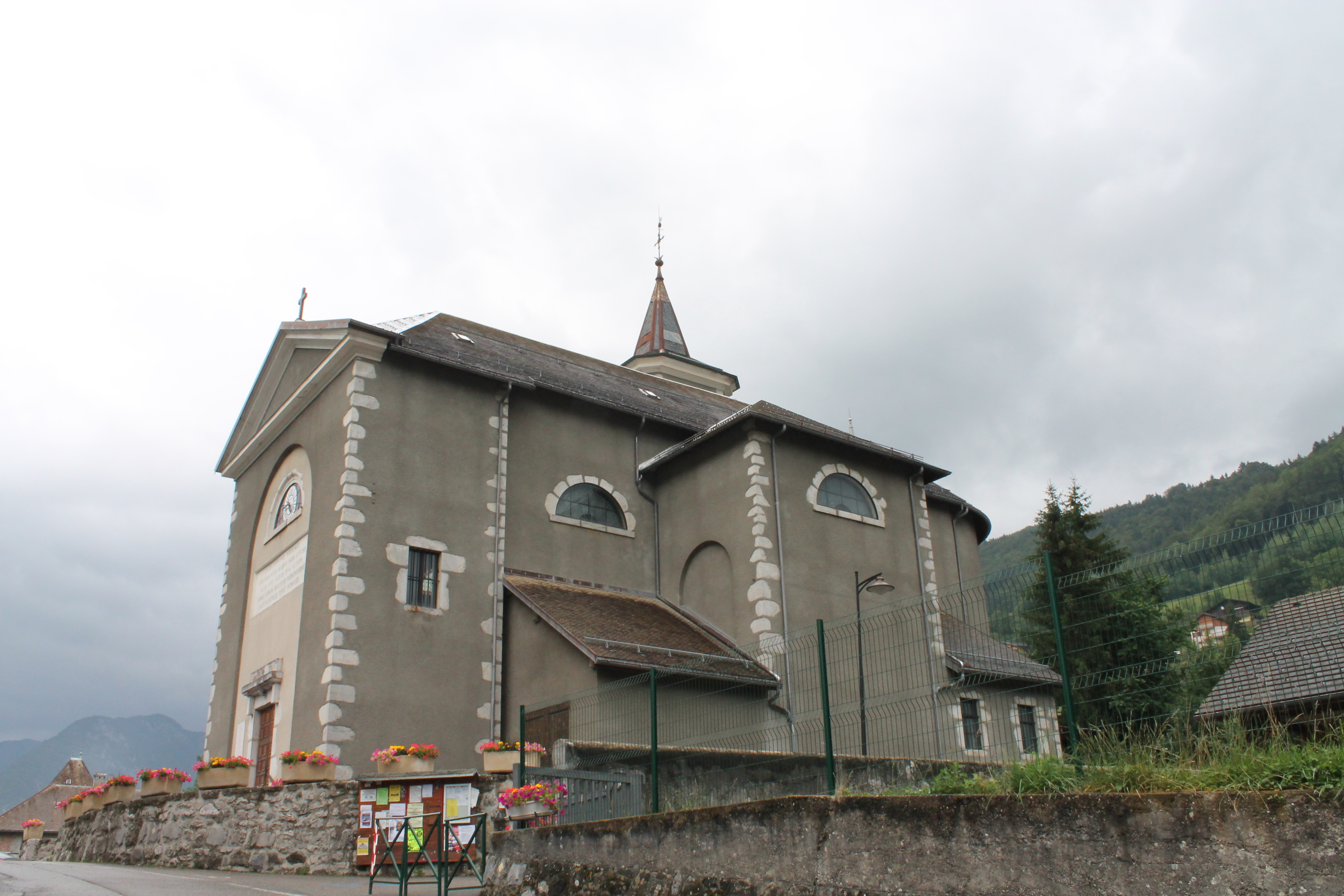
Kirche Saint-Nicola
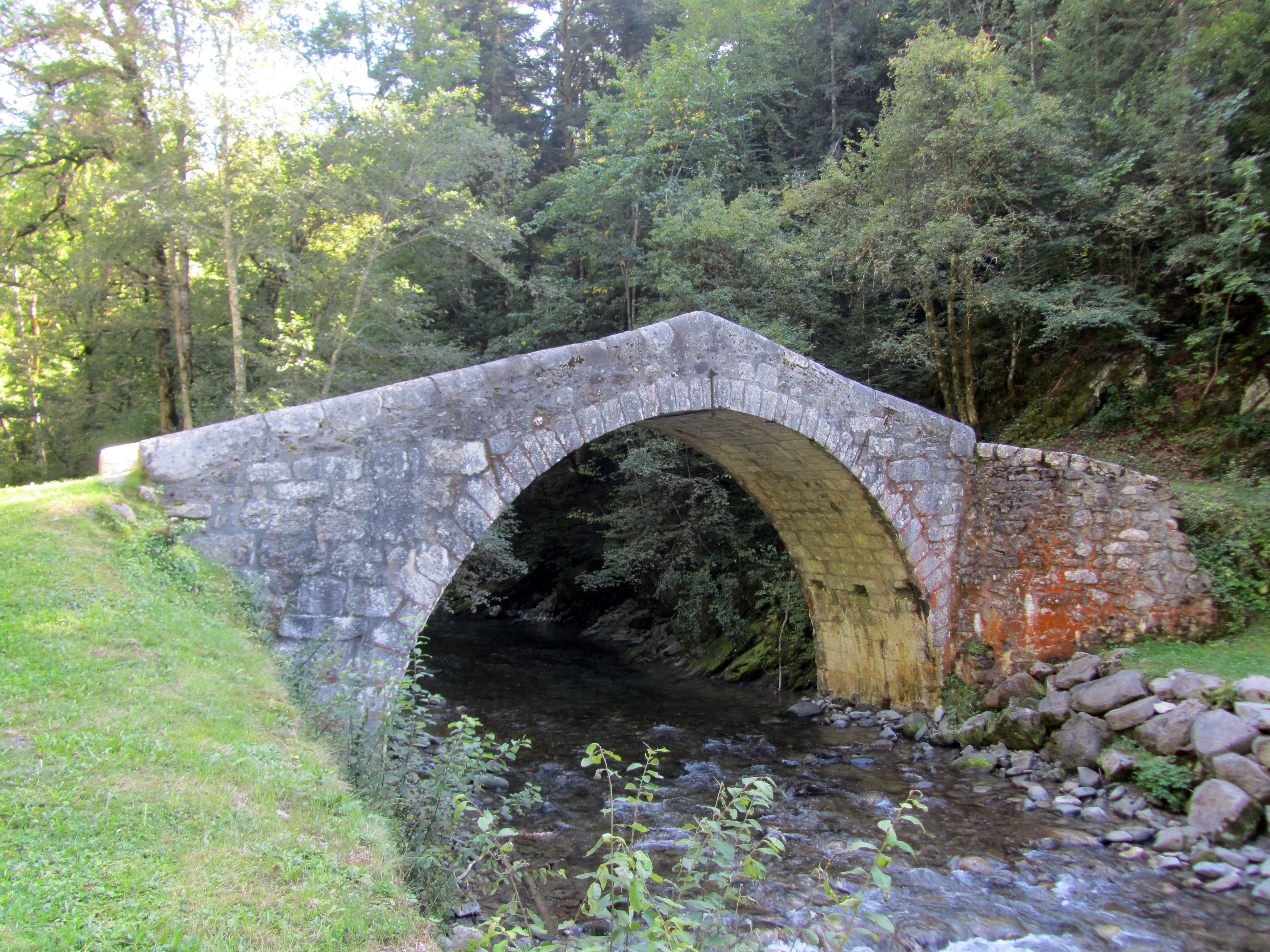
Romanische Brücke über den Fier, Monument historique
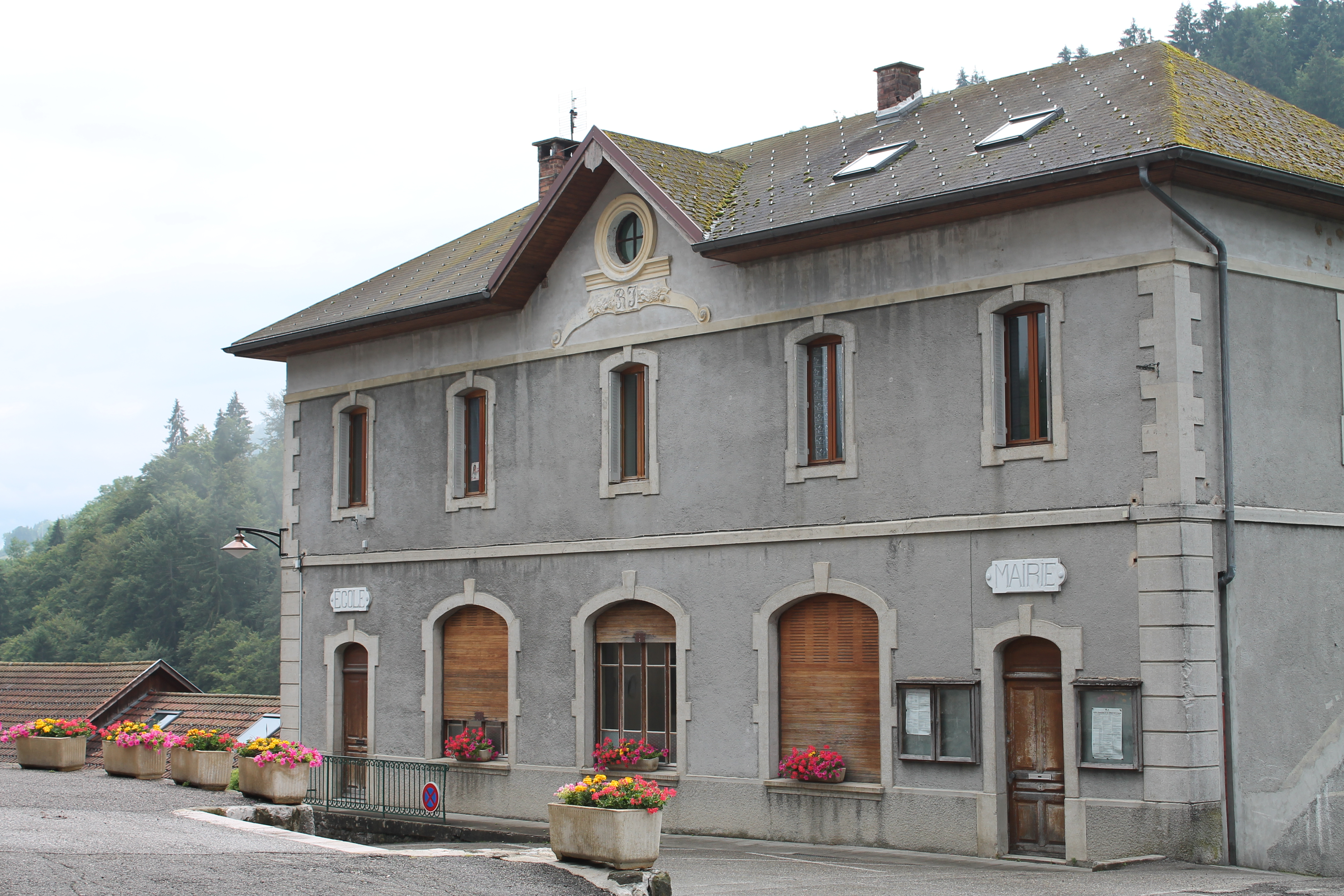
Rathaus und Grundschule
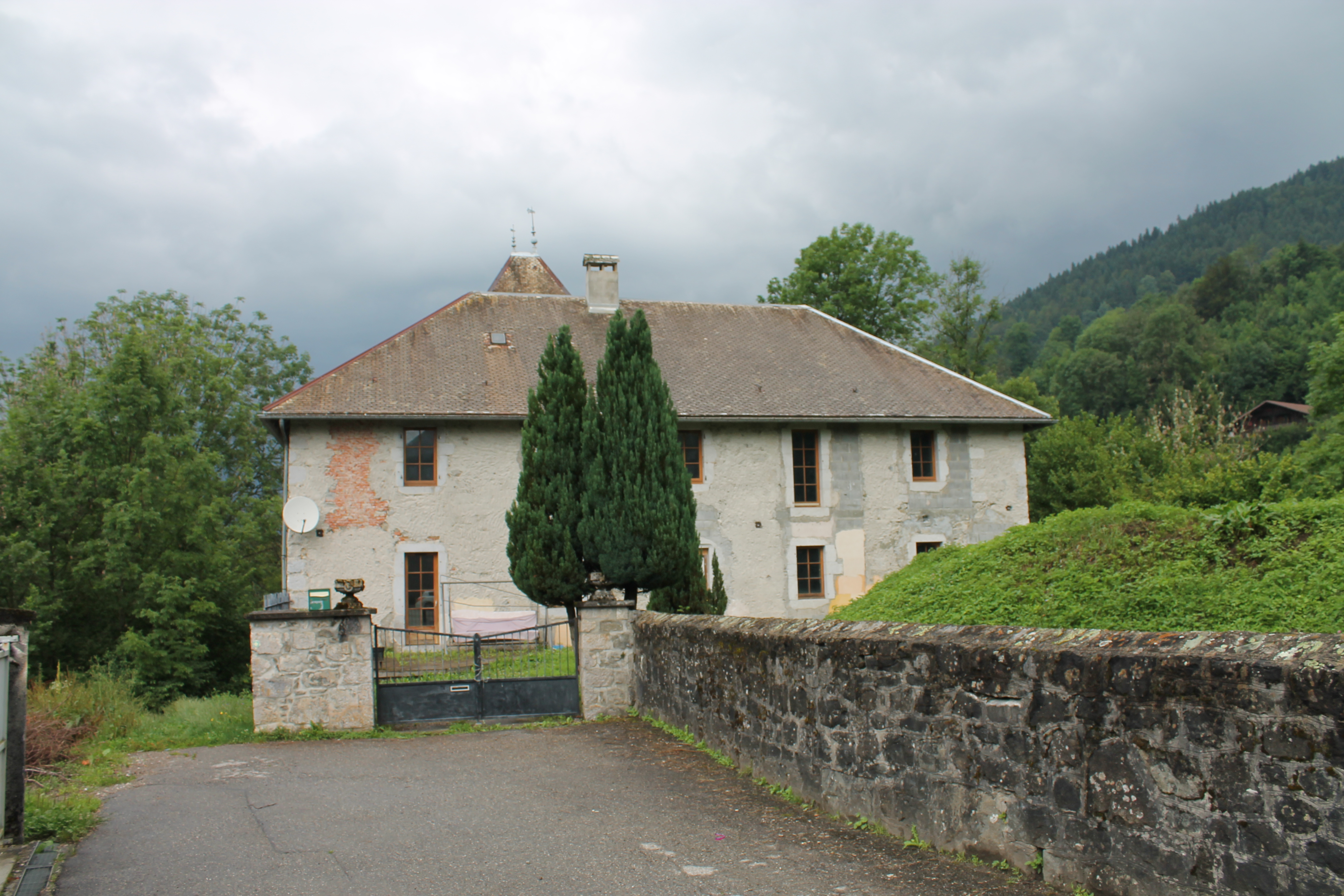
Herrenhaus aus dem 19. Jahrhundert
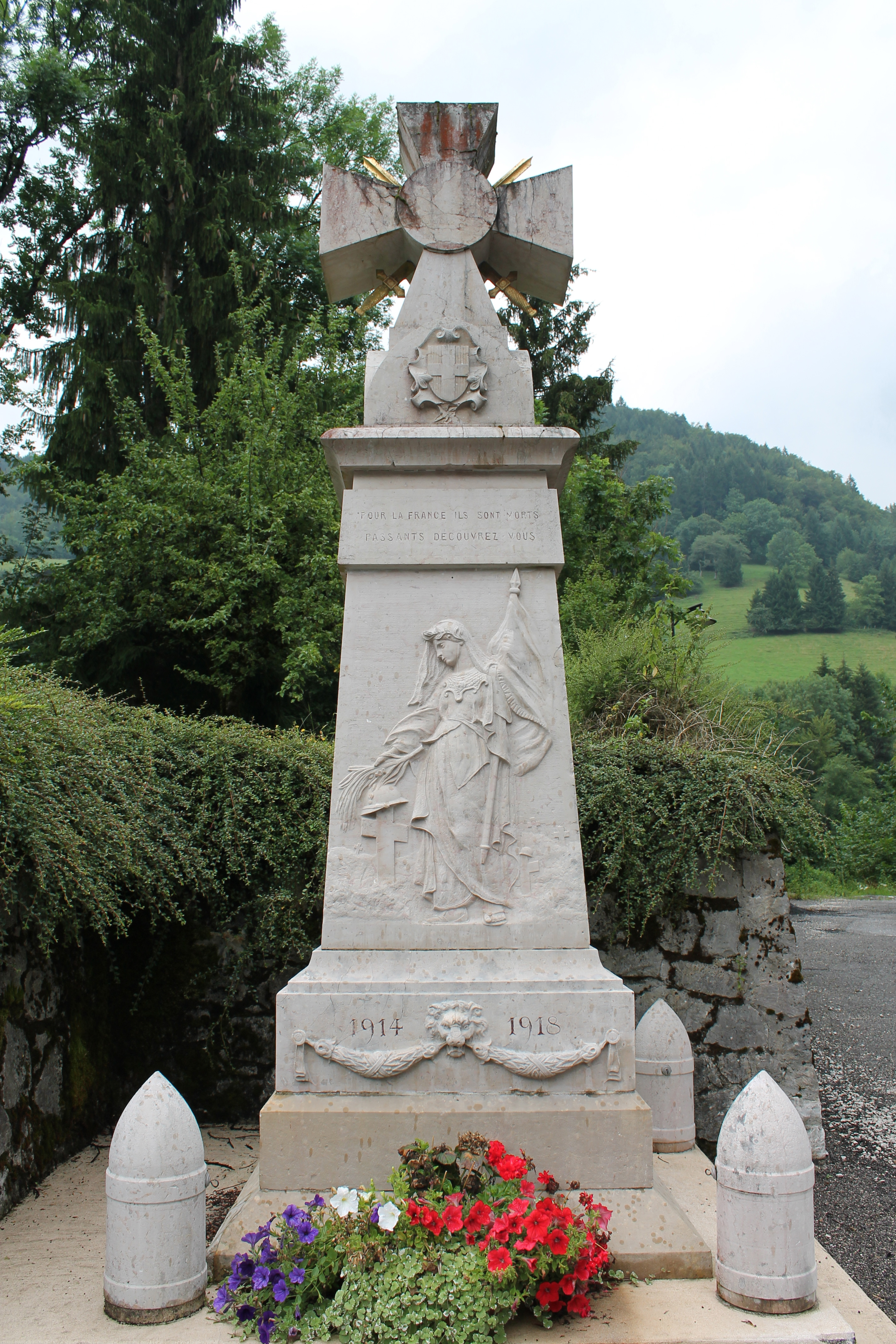
Gefallenendenkmal

## Wirtschaft und Infrastruktur
Les Clefs war bis weit ins 20. Jahrhundert hinein ein vorwiegend durch die Landwirtschaft und Alpwirtschaft geprägtes Dorf. Heute gibt es verschiedene Betriebe des Kleingewerbes. Viele Erwerbstätige sind Wegpendler, die in den größeren Ortschaften der Umgebung ihrer Arbeit nachgehen. In den letzten Jahrzehnten profitierte Les Clefs vom Tourismus, wobei die Gemeinde überwiegend auf sommerliche Freizeitaktivitäten spezialisiert ist.
Die Ortschaft liegt abseits der größeren Durchgangsstraßen. Die Hauptzufahrt erfolgt von Thônes durch das Tal des Fier, die Straße führt südwärts weiter über den Col du Marais nach Faverges. Eine weitere Straßenverbindung besteht mit Manigod.